# Brežany
Brežany (hongrois : Sárosbuják) est un village de Slovaquie situé dans la région de Prešov.

## Géographie
Brežany est situé au Nord-est de la Slovaquie dans le District de Prešov et à l'Ouest de Prešov la métropole régionale.
Son territoire sauf la moitié Nord, est fait de collines en grande partie déboisées et de vallons au travers desquels circulent des petits ruisseaux.
Le village a été construit au fond d'une petite vallée ou coule un ruisseau.
Une seule route permet d'y accéder ; elle s'y termine en cul-de-sac. Sa jonction avec la route III/546 se situe à 4 km de Žipov et à 13 km de Prešov.
Le bâti est dans l'ensemble ancien. Le village est dominé par son point fort, l'église gréco-catholique St Lucas l’évangéliste toute en bois.

## Histoire
Première mention écrite du village en 1329.
Le village de Brežany est le lieu d'où fut lancé l'appel en l'an 1703 par François II Rákóczi à la révolte des Hongrois (à l'époque terme englobant en fait les habitants des territoires allant de Cracovie jusqu'en Croatie contre les Habsbourgs.

## Démographie

### Évolution de la population
| Année:               | 1994. | 2004.    | 2014.   | 2024.    |
| -------------------- | ----- | -------- | ------- | -------- |
| Nombre de personnes: | 169   | 149      | 154     | 213      |
| Différence:          |       | -11,83 % | +3,35 % | +38,31 % |

| Année:               | 2023. | 2024.   |
| -------------------- | ----- | ------- |
| Nombre de personnes: | 209   | 213     |
| Différence:          |       | +1,91 % |

## Lieux et monuments
- L’église St Lucas l’Évangéliste. Elle a été construite en 1727 comme inscrit au-dessus de son entrée, sur la pente d'une colline surmontant le village, au milieu du cimetière.

Elle a la particularité d'être la seule église à culte oriental du district de Prešov. Mobilier intérieur et icones datent de 1733.
Des offices catholiques et romains y sont toujours célébrés.

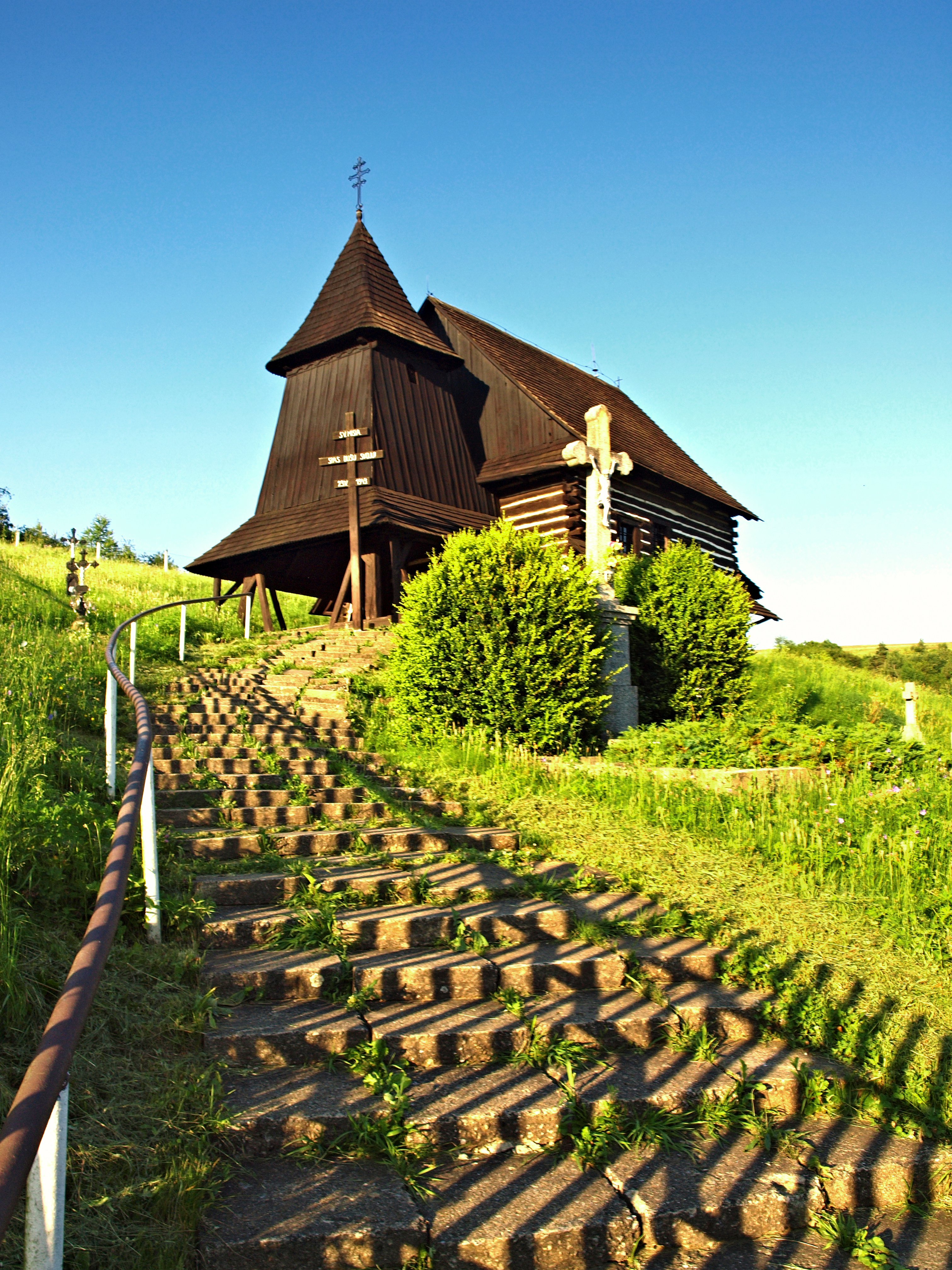
L'église Saint-Lucas
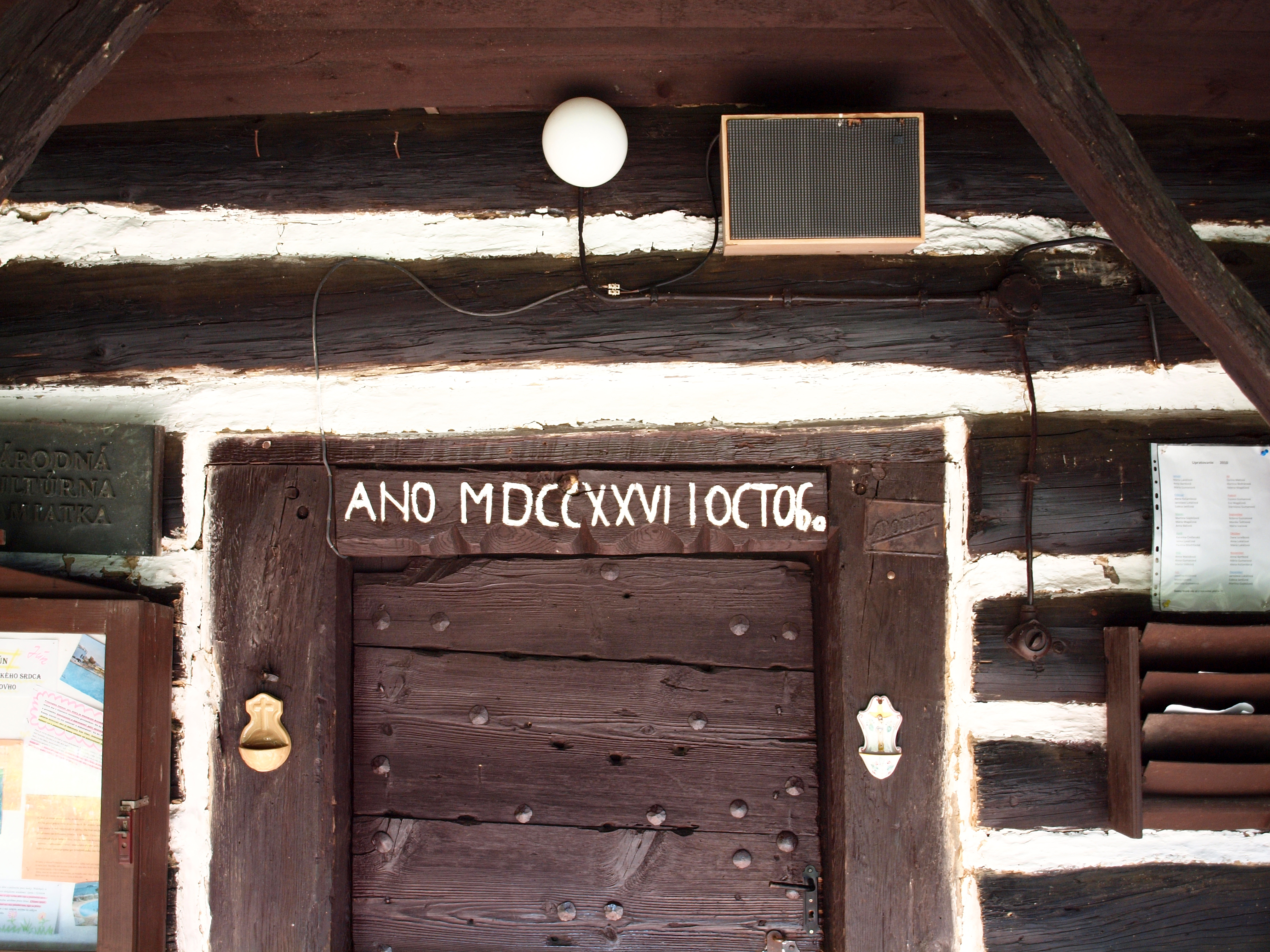
Année 1727 sur l'entrée
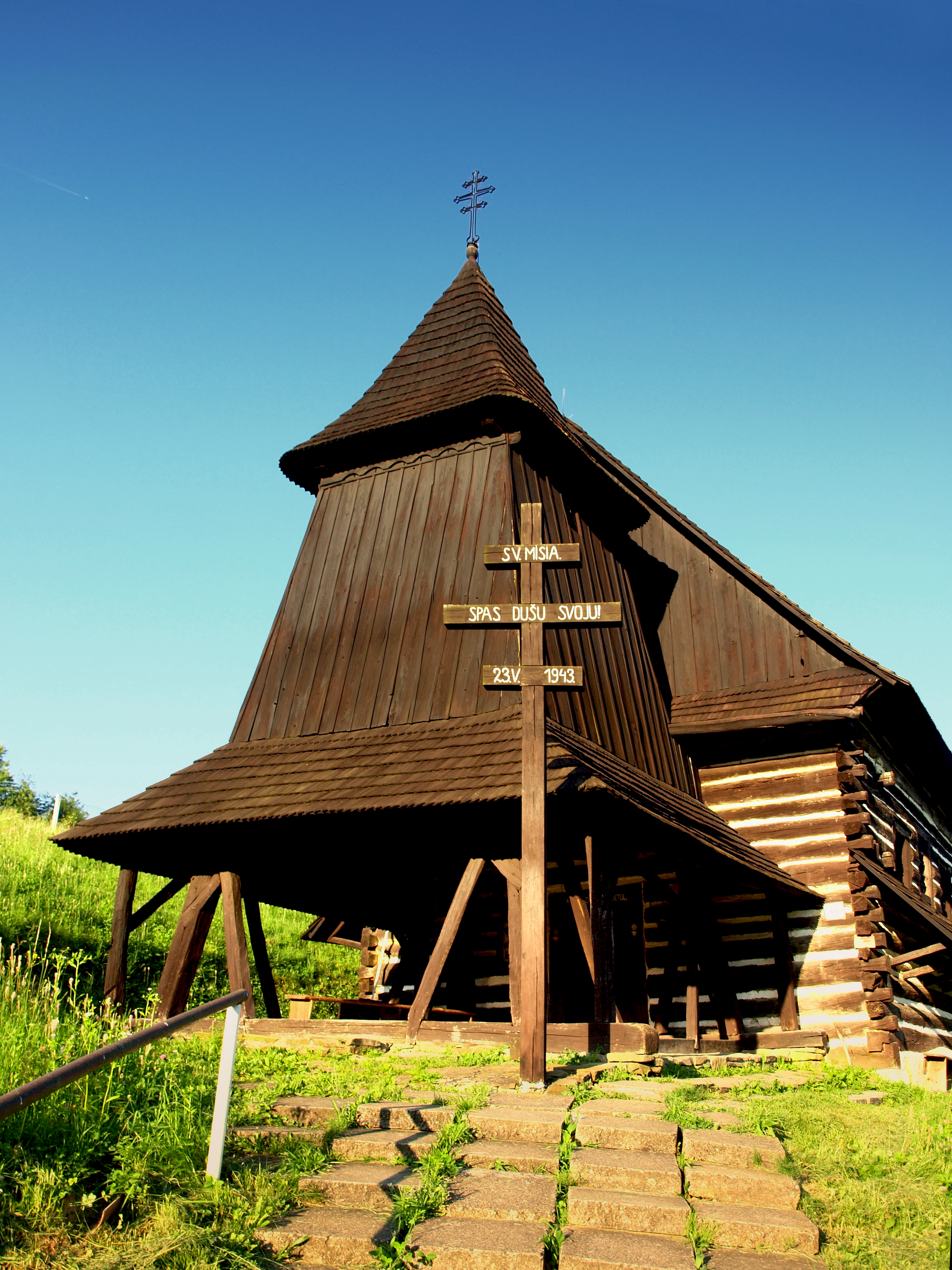
Saint-Lucas l'Évangéliste
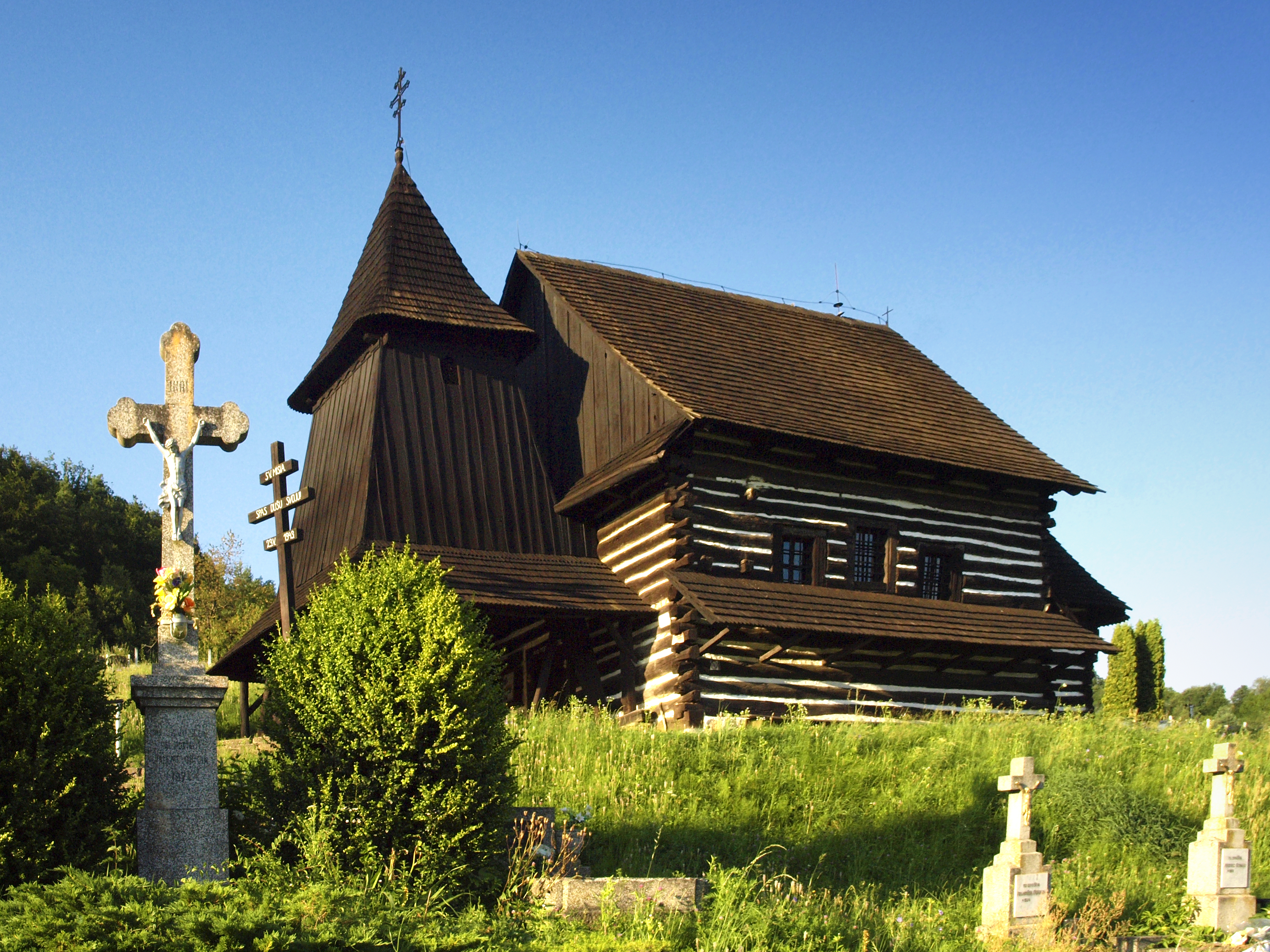
Vue latérale